# Frank Pavone

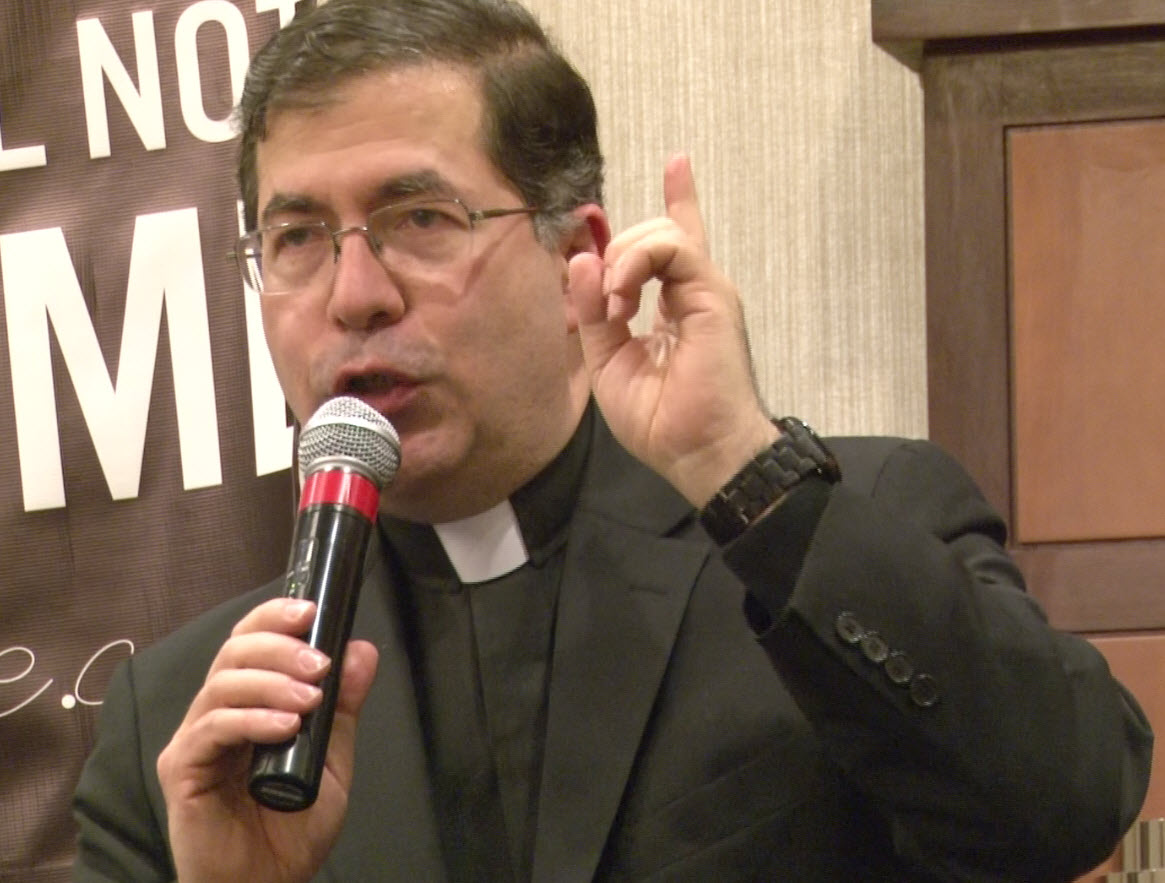
Frank Pavone

Frank Anthony Pavone (* 4. Februar 1959) ist ein US-amerikanischer Anti-Abtreibungs-Aktivist und laisierter römisch-katholischer Priester. Er ist der Nationaldirektor von Priests for Life (PFL) und dient als Vorsitzender und pastoraler Direktor des Projekts Rachel’s Vineyard. Außerdem ist er Präsident des National Pro-Life Religious Council, einer Dachorganisation verschiedener christlicher Konfessionen, die sich gegen Abtreibung einsetzen, und fungiert als pastoraler Leiter der Kampagne Silent No More. Im November 2022 wurde er wegen „gotteslästerlicher Äußerungen in den sozialen Medien“ und „beharrlichen Ungehorsams“ gegenüber seinem Bischof aus dem Klerikerstand entlassen.

## Jugend
Pavone wurde 1959 in Port Chester, New York, als Sohn von Marion und Joseph Pavone geboren. Sein Vater war ein Eisenwarenhändler. Schon als Schüler entschloss sich Pavone, Priester zu werden. Er nahm 1976 am Marsch für das Leben teil, wo er zu einem Aktivisten gegen Abtreibung wurde. Nach seinem Abschluss seiner Highschool-Klasse (er war Abschiedsredner) schrieb er sich im Don Bosco College, einem Hauptseminar der Salesianer in Newton, New Jersey, ein. Später verließ er den Salesianerorden und wurde Seminarist für die Erzdiözese New York.

## Wirken als Priester
Frank Pavone wurde am 12. November 1988 von Kardinal John O’Connor, dem damaligen Erzbischof von New York, zum Priester geweiht und der St. Charles’s Church (Staten Island) zugeteilt. In dieser Zeit begann er zusätzlich zu seinen Aufgaben in der Gemeinde mit der Produktion von Fernsehsendungen auf lokalen Kabelfernsehkanälen. 1993 bat er O’Connor um die Erlaubnis, seinen Dienst der Beendigung der Abtreibung zu widmen, und der Erzbischof ernannte ihn zum Direktor von Priests for Life.
In den späten 1990er Jahren arbeitete Pavone im Päpstlichen Rat für die Familie. Dieser koordiniert die weltweiten Aktivitäten der katholischen Kirche zur Förderung des Lebensschutzes. Zu seinen Aufgaben gehörte es auch, führende Vertreter des Lebensschutzes zu ermutigen, lokale Projekte zu gründen.
Im Jahr 2001 kündigte Pavone eine 12-Millionen-Dollar-Werbekampagne an, um Frauen, die abgetrieben hatten, wieder in die Kirche aufzunehmen und ihre Heilung von Schuldgefühlen zu fördern. Pavone wurde auch beim jährlichen „Proudly Pro-Life“-Auszeichnungsdinner geehrt, das vom National Right to Life Committee organisiert und im Waldorf-Astoria Hotel in New York ausgerichtet wurde.

### Laisierung
Er wurde per Dekret des Dikasteriums für den Klerus wegen „gotteslästerlicher Äußerungen in den sozialen Medien“ und „beharrlichen Ungehorsams gegenüber den rechtmäßigen Anweisungen seines Diözesanbischofs“ aus dem Priesteramt entlassen und laisiert. Der Präfekt des Dikasteriums für den Klerus hat in einem Schreiben vom 9. November 2022 erklärt, dass gegen die Entscheidung kein Rechtsmittel eingelegt werden kann. Der Apostolische Nuntius Christophe Pierre teilte diese Entscheidung den Bischöfen der Vereinigten Staaten am 13. Dezember 2022 mit. Als er am 17. Dezember von Journalisten kontaktiert wurde, sagte Pavone, dass er zum ersten Mal von dieser Entscheidung höre. Eine Sprecherin seines Teams sagte dem National Catholic Register, dass Pavone an dem kanonischen Verfahren teilgenommen habe, das zu seiner Laisierung geführt habe. Pavone gab an, weiterhin Messen zu feiern; die Website von Priests for Life bezeichnete ihn als amtierenden Priester.

## Kontroversen

### Messe mit abgetriebenem Fötus
Am 7. November 2016 präsentierte Pavone, Mitglied des 33-köpfigen katholischen Beratungsgremiums von Donald Trump, ein Live-Video, in dem er mit dem Körper eines angeblich abgetriebenen Fötus erschien und ihn auf einen Tisch legte. Pavone predigte etwa 45 Minuten lang über das Thema Abtreibung und forderte seine Anhänger auf, für Trump zu stimmen. Während Pavone von einigen Seiten Unterstützung erhielt, waren negative Reaktionen weit verbreitet, und viele Beobachter glaubten, der Tisch sei ein geweihter Altar. Ed Mechmann, Direktor für öffentliche Ordnung der Erzdiözese New York, sagte: „Ein menschliches Wesen wurde geopfert und der Altar Gottes entweiht, alles für die Politik. Jeder, der die Würde eines jeden Menschen achtet, sollte diese Gräueltat ablehnen und verleugnen.“ Bischof Patrick Zurek von der Diözese Amarillo, Texas, sagte, das Video sei „... gegen die Würde des menschlichen Lebens und ist eine Entweihung des Altars“ und stehe „nicht im Einklang mit den Überzeugungen der katholischen Kirche. Wir glauben, dass niemand, der sich für das Leben einsetzt, einen menschlichen Körper aus irgendeinem Grund ausbeuten kann, insbesondere den Körper eines Fötus“. Der Bischof erklärte, dass Priests for Life keine katholische, sondern eine zivile Einrichtung sei und daher nicht unter der Aufsicht der Diözese stehe. In einer Erklärung gab Pavone an, dass es sich bei dem im Video verwendeten Tisch um einen gewöhnlichen Tisch in seinem Büro und nicht um einen geweihten Altar handelte.

### Vorwürfe sexueller Belästigung
Im Februar 2023 wurde Pavone von ehemaligen Mitarbeitern gebeten, als Nationaldirektor von Priests for Life zurückzutreten, nachdem Vorwürfe laut geworden waren, er habe mehrere Frauen sexuell belästigt. Die Vorwürfe reichen Jahrzehnte zurück. Pavone hat diese Vorwürfe bestritten, aber auch zugegeben, dass er möglicherweise „unbeabsichtigt jemandem ein unangenehmes Gefühl vermittelt“ hat.